# Hordeum bulbosum
Hordeum bulbosum là một loài thực vật có hoa trong họ Hòa thảo. Loài này được L. mô tả khoa học đầu tiên năm 1756.

## Hình ảnh

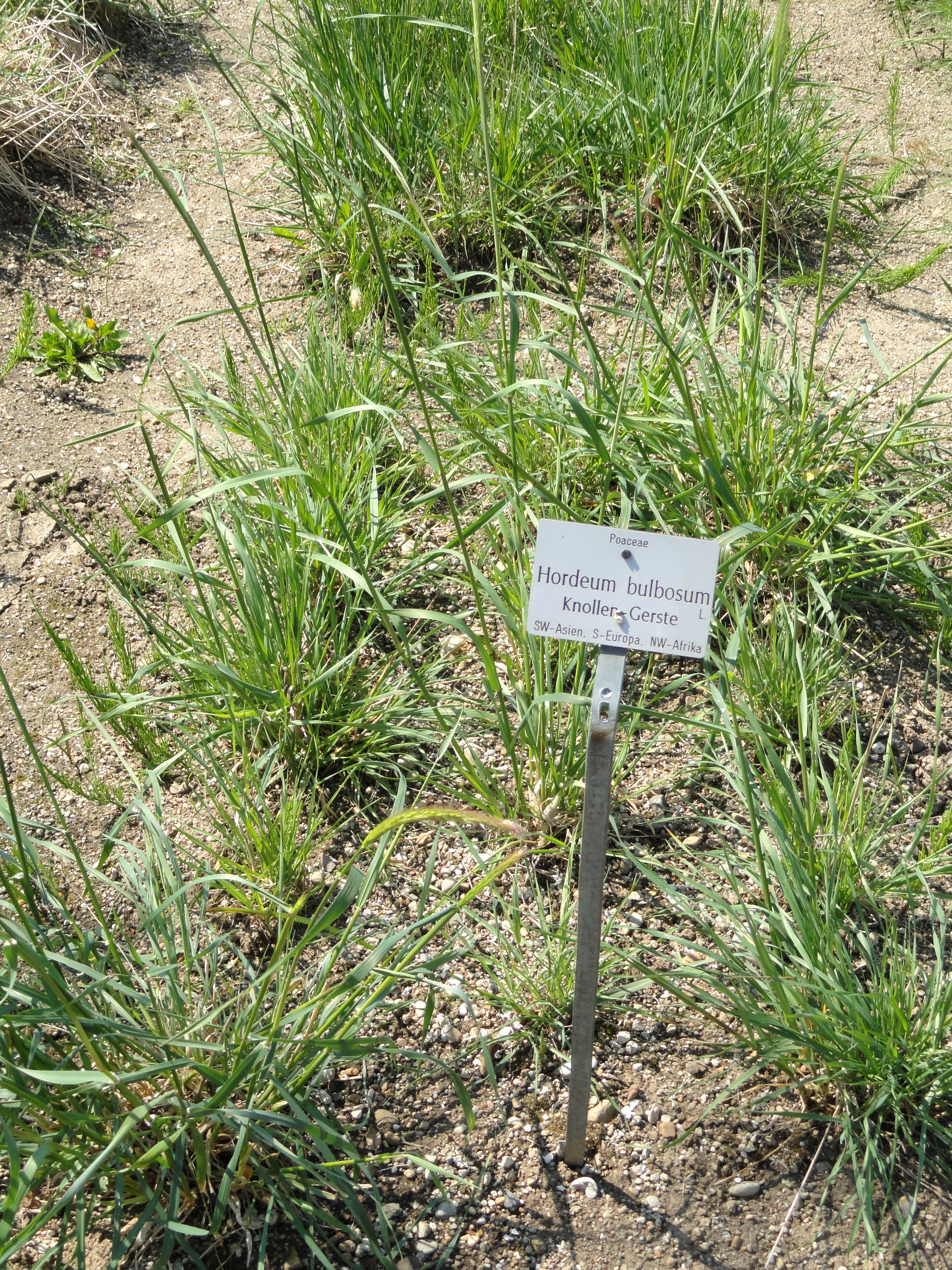